# Liste der Monuments historiques in Ramerupt
Die Liste der Monuments historiques in Ramerupt führt die Monuments historiques in der französischen Gemeinde Ramerupt auf.

## Liste der Immobilien
| Bezeichnung             | Beschreibung            | Standort                    | Kennzeichnung | Schutzstatus | Datum | Bild           |
| ----------------------- | ----------------------- | --------------------------- | ------------- | ------------ | ----- | -------------- |
| Kirche St-Félix-de-Nole | aus dem 16. Jahrhundert | Romaines, Grande-Rue (Lage) | PA00078205    | Inscrit      | 1926  | weitere Bilder |

## Liste der Objekte
| Bezeichnung                                                           | Beschreibung                                                                             | Standort                                        | Kennzeichnung | Schutzstatus | Datum | Bild |
| --------------------------------------------------------------------- | ---------------------------------------------------------------------------------------- | ----------------------------------------------- | ------------- | ------------ | ----- | ---- |
| Büste Heiliger Rochus                                                 | Holz, Gips, 15. oder 16. Jahrhundert                                                     | Ramerupt, in der Kirche St-Roch (Lage)          | PM10001698    | Classé       | 1957  |      |
| Skulptur Heiliger Rochus (1)                                          | Holz, farbig gefasst, 16. Jahrhundert; Verbleib unbekannt                                | Romaines, in der Kirche St-Félix-de-Nole (Lage) | PM10001703    | Classé       | 1981  |      |
| Kanzel                                                                | Eichenholz, erste Hälfte des 16. Jahrhunderts                                            | Ramerupt, in der Kirche St-Roch (Lage)          | PM10001700    | Classé       | 1961  |      |
| Lesepult                                                              | Holz, vergoldet, zweite Hälfte des 17. Jahrhunderts                                      | Ramerupt, in der Kirche St-Roch (Lage)          | PM10001695    | Classé       | 1913  |      |
| Pietà (1)                                                             | Kalkstein, übertüncht, Ende des 16. Jahrhunderts                                         | Romaines, in der Kirche St-Félix-de-Nole (Lage) | PM10001702    | Classé       | 1908  |      |
| Relief Christi Geburt                                                 | Eichenholz, 16. Jahrhundert                                                              | Ramerupt, in der Kirche St-Roch (Lage)          | PM10001699    | Classé       | 1957  |      |
| Pietà                                                                 | Kalkstein, farbig gefasst, zweite Hälfte des 16. Jahrhunderts                            | Ramerupt, in der Kirche St-Roch (Lage)          | PM10001694    | Classé       | 1913  |      |
| Skulptur Heiliger Rochus (2)                                          | Eichenholz, farbig gefasst, zweite Hälfte des 16. Jahrhunderts                           | Ramerupt, in der Kirche St-Roch (Lage)          | PM10001689    | Classé       | 1908  |      |
| Skulpturengruppe Mariä Heimsuchung                                    | Holz, 1420er Jahre; 1966 gestohlen, heute wohl in einer niederländischen Privatsammlung  | Ramerupt, in der Kirche St-Roch (Lage)          | PM10001688    | Classé       | 1908  |      |
| Skulptur Christus in der Rast                                         | Kalkstein, farbig gefasst und vergoldet, erste Hälfte des 16. Jahrhunderts               | Ramerupt, in der Kirche St-Roch (Lage)          | PM10001693    | Classé       | 1913  |      |
| Chorgestühl                                                           | Eichenholz, zweite Hälfte des 16. Jahrhunderts; aus dem Kloster La Piété-Dieu            | Ramerupt, in der Kirche St-Roch (Lage)          | PM10001685    | Classé       | 1897  |      |
| Zwei Kännchen für die heiligen Öle                                    | Zinn, um 1700; ein Kännchen im Kathedralschatz von Troyes deponiert                      | Ramerupt, in der Kirche St-Roch (Lage)          | PM10004766    | Inscrit      | 1995  |      |
| Zwei Konsoltische (1)                                                 | Holz, bemalt und vergoldet, zweite Hälfte des 18. Jahrhunderts                           | Ramerupt, in der Kirche St-Roch (Lage)          | PM10001697    | Classé       | 1913  |      |
| Zwei Konsoltische (2)                                                 | Eichenholz, Marmor, 17. Jahrhundert                                                      | Ramerupt, in der Kirche St-Roch (Lage)          | PM10001696    | Classé       | 1913  |      |
| Tabernakel                                                            | mit Expositionsnische; Holz, farbig gefasst und vergoldet, 18. Jahrhundert               | Ramerupt, in der Kirche St-Roch (Lage)          | PM10001701    | Classé       | 1961  |      |
| Weihwasserbecken                                                      | Kalkstein, 16. Jahrhundert                                                               | Romaines, in der Kirche St-Félix-de-Nole (Lage) | PM10004756    | Inscrit      | 1926  |      |
| Gmälde Heilige Cäcilia                                                | Ölfarbe auf Leinwand, vergoldeter Holzrahmen, Anfang des 19. Jahrhunderts                | Ramerupt, in der Kirche St-Roch (Lage)          | PM10004762    | Inscrit      | 1979  |      |
| Gemälde Christus am Kreuz                                             | Ölfarbe auf Leinwand, 18. Jahrhundert                                                    | Ramerupt, in der Kirche St-Roch (Lage)          | PM10004763    | Inscrit      | 1979  |      |
| Skulptur Der heilige Bernhard mit der Klosterkirche von La Piété-Dieu | Kalkstein, übertüncht, zweite Hälfte des 15. Jahrhunderts; aus dem Kloster La Piété-Dieu | Ramerupt, in der Kirche St-Roch (Lage)          | PM10001686    | Classé       | 1908  |      |
| Skulptur eines Bischofs                                               | Eichenholz, Ende des 15. Jahrhunderts                                                    | Ramerupt, in der Kirche St-Roch (Lage)          | PM10001692    | Classé       | 1913  |      |
| Skulptur Madonna mit Kind                                             | Kalkstein, übertüncht, 15. Jahrhundert                                                   | Ramerupt, in der Kirche St-Roch (Lage)          | PM10001687    | Classé       | 1908  |      |
| Triptychon mit Szenen aus der Kindheit Jesu                           | Ölfarbe auf Holz, 16. Jahrhundert; rechter Flügel 1971 gestohlen                         | Ramerupt, in der Kirche St-Roch (Lage)          | PM10001690    | Classé       | 1908  |      |